# Orthactia penicillata
Orthactia penicillata är en tvåvingeart som beskrevs av Lyneborg 1988. Orthactia penicillata ingår i släktet Orthactia och familjen stilettflugor. Inga underarter finns listade i Catalogue of Life.